# Stein (Schleswig-Holstein)
Pour les articles homonymes, voir Stein.
Stein est une commune de l'arrondissement de Plön, dans le Land de Schleswig-Holstein.

## Géographie
Située dans la région du Probstei, sur la rive orientale de la fœrde de Kiel, cette commune se trouve à une vingtaine de kilomètres au nord de Kiel.

## Histoire
La première mention écrite de Stein date de 1240.
À l'origine village d'agriculteurs et de pêcheurs, le tourisme se développe depuis les trente dernières années.